# 景山龍造
景山 龍造（かげやま りょうぞう、文化14年（1817年）4月 - 明治5年8月18日（1872年9月20日））は、幕末の武士（鳥取藩士）、儒者。幼名は礼太郎。諱は守正。字は雍卿。号は道村。従五位。
父は医者・儒者であり優れた教育者だった景山粛。

## 略年譜
- 文化14年（1817年）

4月 - 会見郡中野村（現・鳥取県境港市中野町）に木島立碩（景山粛）の子として生まれた。
- 16歳で鳥取の芝田温に、18歳で大坂の摩島松南に学んだ。
- 20歳で江戸の昌平黌に入り、次いで梁川星巌の塾に入って詩を学んだ。
- 天保13年（1842年）

- 京へ移り吉益北州の門に入り医学を学んだ。
- 弘化元年（1844年）

- 三条実万に知られ儒をもって身を立てるよう勧められ、公子の侍読となった。2年で此処を辞して大坂堂島に塾を開く。
- 安政元年（1854年）

- 召されて藩校尚徳館教授に任じられ士に列した。
- 文久2年（1862年）

- 探索係として入京し朝廷、藩庁間の周旋に努める。
- 慶応4年（1868年）

- 学校文場学正格式諸奉行 隠岐鎮撫の責を果たす。
- 明治5年（1872年）

5月 - 教部省出仕を拝命したが、翌月辞任。
8月18日 - 東京猿楽町にて没す。墓は境港市中野町正福寺の北側、景山家墓地。
- 大正13年（1924年）

2月11日 - 従五位を追贈された。

## 史料

### 初代木島立碩墓碑
- 粛が養父（初代）立碩のために「先考石碑銘并序」を次のように刻んでいる

先考氏景山、名義春、字立碩、粛之考七右衛門者其兄也、父称長三郎農夫也、性剛毅而有奇才、聞善若驚疾悪如讐、以節倹治家致貨以恵子孫、甫弱冠有高志、傷世多夭横、乃学医京千木嶋子、敏悟之質夙極其秘薀頗精干瘂科治方之活桟(中略)

### 影山日記
時に寛政六（1794年）寅歳、先年の語り伝へ知るし置。大家と言は、先年後醍醐天皇様御こしかけ遊ばされ候家也。之により大家と言。大家の先祖影山道くわんと言人也。又与次郎・与三郎・伊三郎と言名は有けれ共、先後は知れず大家の家、是迄凡弐拾代と言る也(下略)

### 家譜・景山道遠家
- 先祖は景山道観と申候者に御座候。道観より龍造父立碩迄世々伯耆会見郡中野村え住居仕り同族も数多蔓延仕り居り申候後鳥羽帝隠岐え御遷幸之節、御宿申上候事村之故老申伝居候得共、元禄元年焼失之刻家譜類残らず焼失仕り候由(下略)

## 関連人物
- 門脇重綾
- 三条実万
- 三条公睦
- 三条実美
- 松田道之
- 梁川星巌